# Tony Donnelly
Tony Donnelly (Middleton, aprile 1886 – aprile 1947) è stato un calciatore inglese, di ruolo difensore.

## Carriera

### Club
Nel luglio del 1908 il Manchester United lo preleva dall'Heywood United. Esordisce il 15 marzo 1909 contro il Sunderland (2-2), in campionato, sua unica presenza stagionale. Nella stagione successiva Ernest Mangnall lo schiera in quattro occasioni, facendolo giocare con più continuità nell'annata 1910-1911, durante la quale scende in campo in 15 incontri di campionato e in 3 di FA Cup. Nel 1913, dopo aver totalizzato 37 partite con l'United, passa al Glentoran.